# ニューオーリンズの著名な通り
米国ルイジアナ州ニューオーリンズには、以下の有名な通りが存在する：
- ベイシン・ストリート (Basin Street)
- バーボン・ストリート (Bourbon Street)
- キャフィン・アベニュー (Caffin Avenue)
- カナル・ストリート (Canal Street)
- キャロルトン・アベニュー (Carrollton Avenue)
- クレイボーン・アベニュー (Claiborne Avenue)
- ディケイター・ストリート (Decatur Street)
- デザイアー・ストリート (Desire Street)
- エリジャン・フィールズ・アベニュー (Elysian Fields Avenue)
- エラト・ストリート (Erato Street)
- フレンチメン・ストリート (Frenchmen Street)
- エスプラネード・アベニュー (Esplanade Avenue)
- マガジン・ストリート (Magazine Street)
- メテリー・ロード (Metairie Road)
- ランパート・ストリート (Rampart Street)
- ロイヤル・ストリート (Royal Street)
- セントチャールズ・アベニュー (St. Charles Avenue)
- チャピトゥーラス・ストリート  (Tchoupitoulas Street)